# 雪菲爾哈倫 (英國國會選區)
雪菲爾哈倫（英語：Sheffield Hallam），英國國會一郡選區，位於英格蘭南約克郡谢菲尔德西南部。創設於1885年。
該區自創設以來多數支持保守黨，但自1997年後改投自民黨。2010年大選中自民黨黨魁尼克·克萊格以53.4%選票勝出該區成功連任。這裡也曾是南約克夏唯一非工黨選區。直至2017年大選，克萊格意外地敗予工黨候選人。